# 殷士儋
殷士儋（1522年—1582年），字正甫，號棠川，学者称棠川先生，山東歷城縣（今濟南市歷城區）人，明朝政治人物。官至武英殿大學士。

## 生平
嘉靖十九年（1540年）山东乡试第五名举人，二十六年（1547年）丁未科会试第三十三名，三甲一百六名進士，改庶吉士，二十八年十月授翰林院检讨，三十七年二月丁母忧，服阕，復除原职。四十一年十月充裕王府讲官。升右春坊右赞善兼翰林院检讨，四十三年八月与洗馬林燫主考顺天府乡试。四十五年十一月升司经局洗马兼翰林院侍讲。
隆庆元年（1567年）正月擢翰林院侍读学士，掌院事，次月升礼部右侍郎兼翰林院学士，任《明世宗实录》副总裁，四月改任吏部右侍郎，仍兼学士、经筵日讲如故，隆庆二年（1568年）正月拜礼部尚书，仍掌詹事府事，与吏部尚書李春芳任會試主考官。隆庆四年（1570年）任文淵閣大學士。累官至武英殿大學士。遭權臣高拱排擠，隆庆五年（1571年）辭歸，“筑庐于泺水之滨，以经史自娱”。诗文精湛，诗“体齐鲁之雅驯，兼燕赵之悲壮，禀吴越之婉丽，是吾乡一巨手”。萬曆十年（1582年）卒，贈太保，諡文通，不久改諡文莊，葬於党家庄东凤凰山南麓。。

## 書作
著有《金輿山房稿》14卷、《明农轩乐府》。

## 家族
曾祖殷衡，景泰癸酉乡试第五名，官至审理正。祖父殷畯，成化庚子举人、贡士。父殷汝麟（1490年-1540年），字致端，别號信軒。母郭氏（1491年-1558年）。慈侍下。子殷盘，官生，户部郎中。次子殷荐、殷祐（守备）。妾高氏生子殷居。

## 參看
- 殷士儋墓：至今尚存，現為山東省文物保護單位。